# Joseph Fourier
Jean-Baptiste Joseph Fourier (Auxerre, 1768. március 21. – Párizs, 1830. május 16.) francia matematikus és fizikus. Nevéhez köthető a hővezetés matematikai modellezése, a Fourier-sor és a Fourier-transzformáció megalkotása. Kevésbé ismert róla, hogy elsőként fedezte fel az üvegházhatást.

## Élete
Szegény szabó fiának született, és már nyolcadik életévében árvaságra jutott. Szülei halála után az auxerre-i püspök vette pártfogásába, és a Szent Benedek-rend által vezetett Saint-Maur katonaiskolába adta. Már 14 éves korától érdekelte a matematika. A tüzériskolába akart lépni, de visszautasították, mert nem volt nemes. Ennek ellenére 1789-ben az auxerre-i katonaiskolán ő lett a matematika első tanára – emellett retorikát, történelmet és filozófiát is oktatott 1793-ig. 1796-ban tanárrá választották a hadiiskolán, majd rövid idő múlva az École polytechnique-en lett Lagrange és Monge tanársegéde.
A forradalom ideje alatt részt vett a jakobinusok gyűlésein, és a rettegett Comité de surveillance révolutionnaire tagja volt. Napóleon tudományos tanácsadójaként 1798-ban elkísérte a császárt Egyiptomba, ahol az Institut d'Egypte titkára lett. Hazaérkezése után az Isère megye prefektusa lett.
A császárság bukása után magánemberként, kutatásainak élt Párizsban. 1808-ban báró rangot kapott, és a Seine-et-Marne département statisztikai hivatalát vezette. 1817-ben a Francia Természettudományi Akadémia tagjává választották, és nemsokára ennek állandó titkára lett.

## Munkássága
1807-ben Grenoble-ban Isère megye kormányzója volt. Itt kezdte tanulmányozni a hő terjedését a szilárd közegekben. A problémát kétdimenziós objektumokra (vékony fémlapokra) már megoldotta Johann Heinrich Lambert, Fourier viszont számos kísérletet is végzett különböző háromdimenziós testekkel, és ezeket a tapasztalatait öntötte matematikai formulákba.
A hővezetés elméletének kidolgozásával vált a matematikai fizika egyik megteremtőjévé. Ehhez jelentősen fejlesztenie kellett a parciális differenciálegyenletek és a trigonometrikus sorok elméletét. Az általa kidolgozott fogalmak közül nevét viseli: 
- a Fourier-sor,
- a Fourier-analízis, a
- a Fourier-együttható és
- a Fourier-transzformáció.

Eredményesen foglalkozott a valószínűségszámítással és a matematikai statisztikával is. 1807-ben és 1811-ben elnyerte a Francia Természettudományi Akadémia pályadíját.
Egyenleteit felhasználva kiszámította egyebek közt azt is, mennyi idő kellene egy Föld méretű, olvadt anyagú gömb kihűléséhez. Ezzel a problémával előtte Georges-Louis Leclerc de Buffon foglalkozott, és számításai eredményeként 75 000 évet kapott. Buffon koncepcióján jelentősen túllépve Fourier rájött, hogy a hűlő gömb megszilárduló felszíne hőszigetelő takaróvá dermed, és ez jelentősen lelassítja a hőleadást. Az ennek figyelembe vételével kapott időtartam (százmillió év) azonban olyan nagy volt, hogy Fourier nem merte publikálni – hiszen az ellentmondott a teremtés Kepler által kiszámított Kr.e. 4977-es dátumának, de a többi közismert és elfogadott becslésnek (kb. Kr.e. 5500 vagy Kr.e. 4004) is – sőt, feljegyzéseit is megsemmisítette.

## Főbb művei
- Mémoire sur la résolution des équations numériques (Párizs, 1822)
- Théorie analytique de la chaleur (Legnevezetesebb munkája – Párizs, 1822)
- Mémoire sur les températures du globe terrestre et des espaces planétaires (több tanulmány az Akadémia emlékirataiban)